# Naturschutzgebiet Oberes Möhnetal

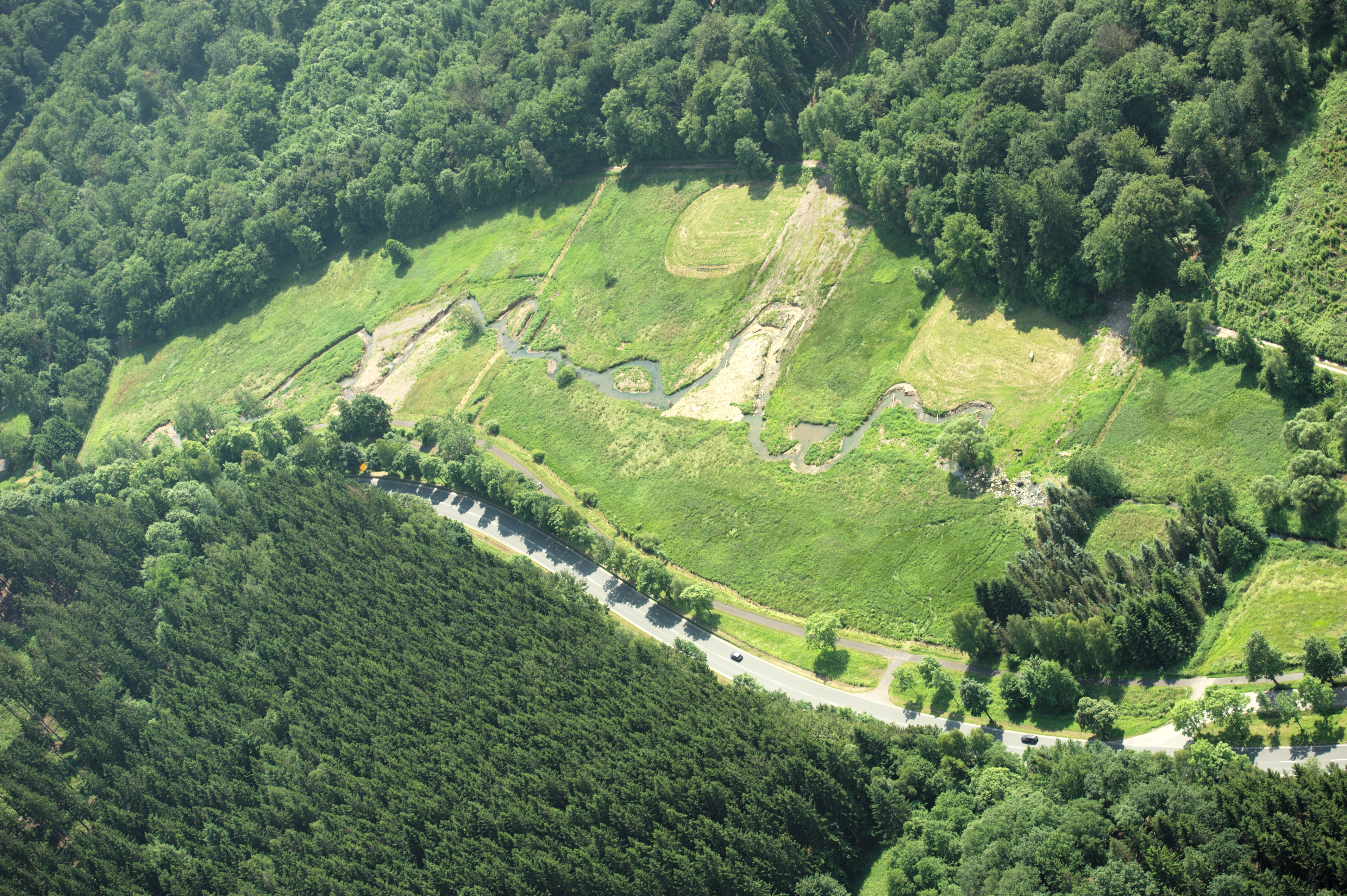
Renaturierter Bereich der Möhne nördlich des Scharfenberger Bahnhofs

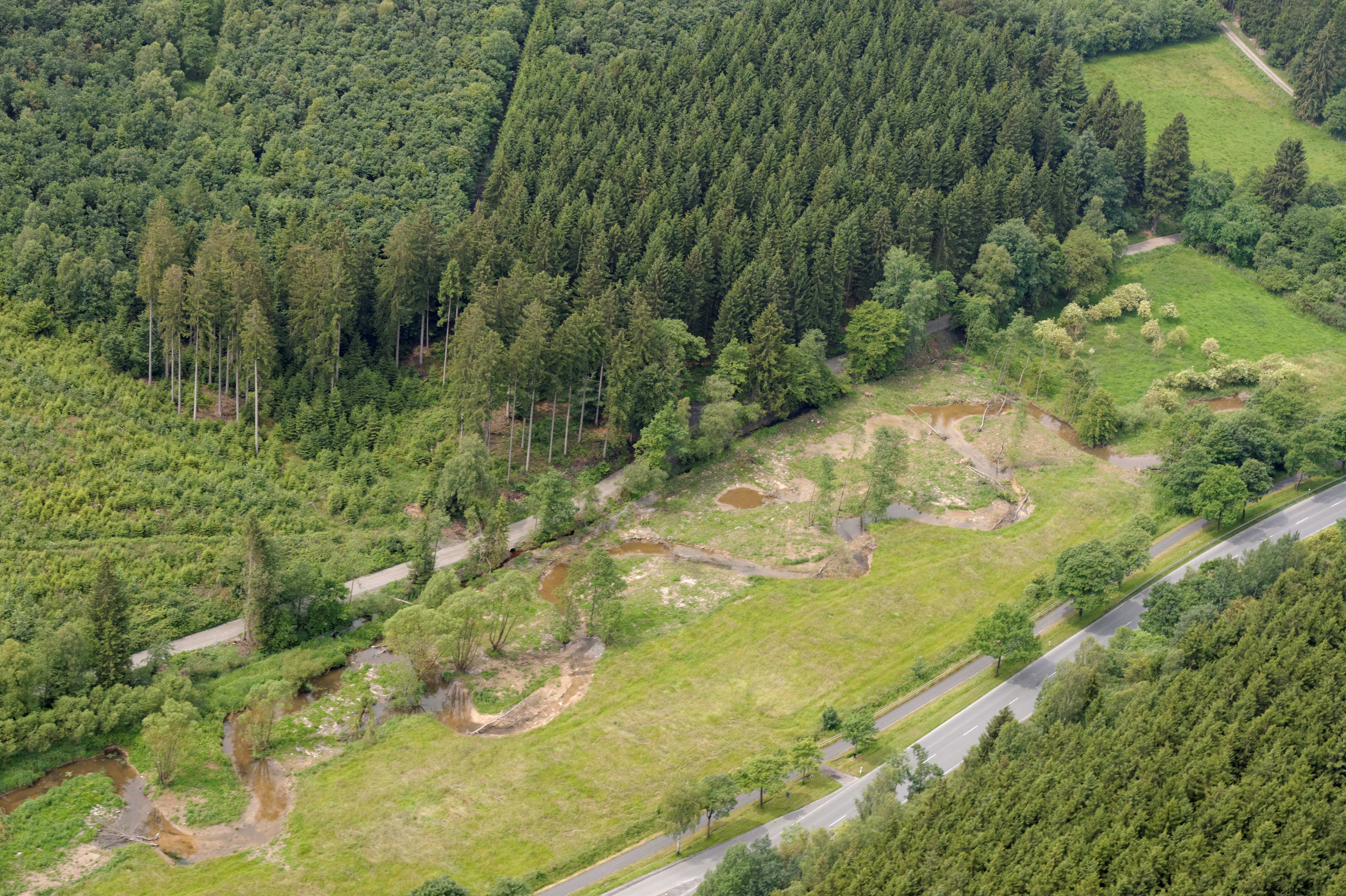
Renaturierter Bereich der Möhne, welcher sich fast direkt an den Bereich auf dem ersten Bild anschließt

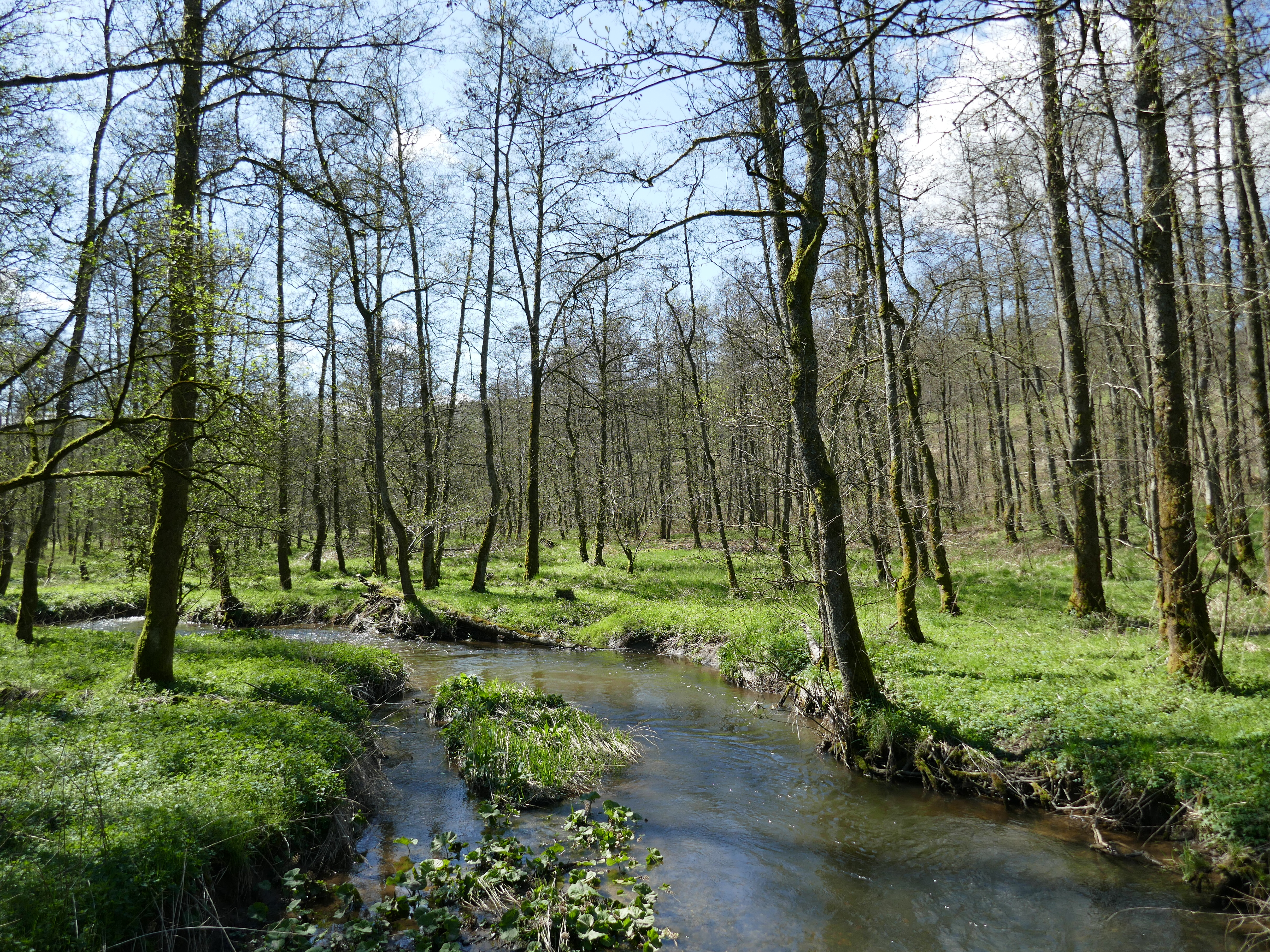
Möhne in einem Erlenwald

Das Naturschutzgebiet Oberes Möhnetal mit einer Größe von 81,22 ha beginnt nordwestlich von Wülfte im Stadtgebiet von Brilon im Hochsauerlandkreis (Nordrhein-Westfalen) und umfasst einen Teilabschnitt der Möhne mit Aue bis zur Kreisgrenze. Das Gebiet wurde 2008 mit dem Landschaftsplan Briloner Hochfläche durch den Hochsauerlandkreis als Naturschutzgebiet (NSG) ausgewiesen. Das NSG ab dem ehemaligen Scharfenberger Bahnhof gehört zum FFH-Gebiet Möhne-Oberlauf (DE 4516-302). Im Stadtgebiet Rüthen setzen sich NSG und FFH-Gebiet fort. Das NSG gehört seit 2023 zum Vogelschutzgebiet Diemel- und Hoppecketal mit angrenzenden Wäldern.
Das NSG führt im Kreis Soest den Namen Naturschutzgebiet Möhnetal.

## Gebietsbeschreibung
Beim NSG handelt es sich um Teile der Möhneaue. In der Aue befinden sich Bruchwälder, Auwaldrelikte und bachbegleitende Erlenwälder. In der Aue finden sich auch Feucht- und Nassgrünländer.
Es wurden durch das Landesamt für Natur, Umwelt und Verbraucherschutz Nordrhein-Westfalen Pflanzenarten wie Acker-Witwenblume, Aufrechter Igelkolben, Bach-Nelkenwurz, Bachbunge, Berchtolds Zwerg-Laichkraut, Berg-Platterbse, Besenheide, Bittersüßer Nachtschatten, Blutwurz, Borstgras, Breitblättriger Rohrkolben, Breitblättriger Thymian, Breitblättriges Knabenkraut, Brennender Hahnenfuß, Busch-Windröschen, Dreilappiges Peitschenmoos, Dreizahn, Echtes Johanniskraut, Echtes Labkraut, Echtes Mädesüß, Echtes Springkraut, Fettwiesen-Margerite, Fieberklee, Flutender Wasserhahnenfuß, Färber-Ginster, Gamander-Ehrenpreis, Geflecktes Johanniskraut, Gelbe Schwertlilie, Gemeines Brunnenmoos, Gemeines Grünstängelmoos, Gewöhnliche Kreuzblume, Gewöhnliche Pestwurz, Gewöhnlicher Blutweiderich, Gewöhnlicher Gilbweiderich, Gewöhnlicher Froschlöffel, Gewöhnlicher HohlzahnGewöhnliches Ferkelkraut, Gewöhnliches Habichtskraut, Gewöhnliches Leinkraut, Girgensohnsches Torfmoos, Gras-Sternmiere, Großer Wiesenknopf, Gänseblümchen, Hain-Sternmiere, Hain-Vergissmeinnicht, Harzer Labkraut, Heidelbeere, Heil-Ziest, Herzblättriges Schönmoos, Hohes Labkraut, Kahnblättriges Torfmoos, Kleiner Baldrian, Kleine Bibernelle, Kleine Braunelle, Kleines Habichtskraut, Kletten-Labkraut, Kornblume, Kriechender Hahnenfuß, Kuckucks-Lichtnelke, Magerwiesen-Margerite, Mittlerer Wegerich, Moor-Birke, Moor-Labkraut, Pinselblättriger Wasserhahnenfuß, Roter Fingerhut, Rundblättrige Glockenblume, Schild-Ehrenpreis, Schilf, Schlangen-Knöterich, Schönes Frauenhaarmoos, Spitzblättriges Torfmoos, Sprossender Bärlapp,  Sumpf-Dotterblume, Sumpf-Helmkraut, Sumpf-Labkraut, Sumpf-Schachtelhalm, Sumpf-Storchschnabel, Sumpf-Veilchen, Sumpf-Vergissmeinnicht, Sumpf-Weidenröschen, Tannen-Bärlapp, Teich-Schachtelhalm, Teufelsabbiss, Ufer-Wolfstrapp, Vogel-Wicke, Wald-Ehrenpreis, Wald-Engelwurz, Wald-Erdbeere, Wald-Platterbse, Wald-Schachtelhalm, Wasser-Knöterich, Wasser-Minze, Wasserpfeffer, Wiesen-Bärenklau, Wiesen-Flockenblume, Wiesen-Kerbel, Wiesen-Pippau, Wiesen-Platterbse, Wiesen-Schaumkraut  und Zottiges Weidenröschen nachgewiesen.

## Schutzzweck
Im NSG soll die Aue der Möhne geschützt werden. Wie bei allen Naturschutzgebieten in Deutschland wurde in der Schutzausweisung darauf hingewiesen, dass das Gebiet „wegen der Seltenheit, besonderen Eigenart und Schönheit des Gebietes“ zum Naturschutzgebiet wurde. Der Landschaftsplan führt zum speziellen Schutzzweck auf: „Erhaltung und – in wesentlichen Teilen – Optimierung eines wichtigen Grünlandtales (einschließlich einiger ähnlich strukturierter Zuläufe), das aufgrund seiner standörtlichen Vielfalt ein hohes, aber nur teilweise zur Geltung kommendes ökologisches Potenzial für vielfältige, tlw. seltene und gefährdete Lebensgemeinschaften aufweist; Schutz der vorhandenen Sonderstandorte mit Feuchtgrünland und –brachen, Bruch- und Auwaldrelikten, Borstgrasrasen und bachbegleitenden Erlenwäldern; Sicherung der überkommenen Grünlandnutzung auf aufgabegefährdeten Standorten durch Vertragsangebote zur Erhaltung dieses Biotopmosaiks und der daraus resultierenden Vielfalt im Landschaftsbild; Sicherung der Kohärenz und Umsetzung des europäischen Schutzgebietssystems ‚Natura 2000‘.“

## Arten im NSG
Im NSG wurden viele seltene Arten nachgewiesen. Vogelarten wie Eisvogel, Wasseramsel und Neuntöter brüten im Gebiet. Der Schwarzstorch ist Nahrungsgast. Bei den Insekten wurden Arten wie Heidelibelle, Sumpfschrecke und Mädesüß-Perlmuttfalter gefunden. In der Möhne selbst finden sich Groppe und Bachneunauge.

## Life+ Projekt Möhne
Von 2010 bis 2014 lief das Life+ Projekt Möhne. Das Projekt lief an Teilen der Möhneaue ab dem Scharfenberger Bahnhof bis kurz vor der Möhnetalsperre. Projektträger sind im Kreis Soest die Untere Landschaftsbehörde Kreis Soest und im Hochsauerlandkreis die Biologische Station Hochsauerlandkreis. Noch in den 1950er Jahren wurde die Aue der Möhne durchgehend als Grünland genutzt. Dazu wurden Flächen entwässert und andere Flächen bewässert. Später fielen viele Flächen brach oder wurden mit Rotfichten aufgeforstet. Der Fluss selbst wurde begradigt und die Ufer vielfach befestigt. Ziel des Life-Projektes war, die Eigendynamik der Möhne wieder zu aktivieren. Mit Baggern wurden Nebengerinne geschaffen und Mäander angelegt, um eine Laufverlängerung der Möhne zu schaffen. Uferbefestigungen wurden entfernt. Um die Dynamik im Fluss zu erhöhen, wurde Totholz in Form von Baumstämmen in den Fluss eingebaut. In der Aue wurden Fichtenwälder gerodet und in Grünland umgewandelt. Viele Brachflächen wurden ebenfalls wieder zu Grünland. Mehrere Fischteichanlagen wurden in der Aue entfernt.